# 甲津功夫
甲津 功夫（こうづ いさお、1945年3月28日 - ）は、日本の建築構造/構造工学・建築システム工学者。工学博士（京都大学）。大阪大学名誉教授。大阪工業大学工学部建築学科元教授。鉄骨技術者教育センター元理事。日本建築技術性能認証委員会元委員。
専門は、建築構造・構造工学（特にラーメン構造・鉄骨構造学）、建築システム工学。

## 略歴
1970年京都大学大学院工学研究科修士課程建築学第二専攻修了（指導教授：京都大学鉄骨構造学講座の初代教授である金多潔）。 同大学工学部助手を経て、1984年工学博士（京都大学）。1985年同学部助教授。1993年大阪工業大学工学部建築学科教授。2002年大阪大学大学院工学研究科建築工学専攻教授。のちに大阪大学名誉教授、退官。
京都大学・大阪工業大学・大阪大学にて35年以上の長きに渡り教鞭を執り、建築構造・構造工学・建築システム工学の研究育成に貢献した。
主な所属学会は、日本建築学会、日本コンクリート工学協会、日本鋼構造協会、国際構造工学協会、日本地震工学会など。主な著書は、これからの鉄骨構造（共著、学芸出版社 2001、学術書）。

## 主な研究
- 鉛ダンパー組込み梁継手を有する鋼構造ラーメン骨組の力学性能に関する研究 ：建築構造
- 高粘性金属ダンパーによる無損傷化建築構造物の動的載荷実験
- 低降伏比高張力鋼を用いた鋼構造柱梁溶接接合部の耐震安全性評価に関する研究
- 2方向地震力を受ける柱崩壊型架構の振動実験：構造工学
- システム同定による鋼構造立体架構動力学特性の評価に関する研究 ：建築システム工学・構造解析 - 京都大学金多潔との共同研究